# بلیس (کنتاکی)
بلیس (به انگلیسی: Bliss) یک منطقهٔ مسکونی در ایالات متحده آمریکا است که در شهرستان ادیر، کنتاکی واقع شده‌است. بلیس ۲۱۲٫۱۴ متر بالاتر از سطح دریا واقع شده‌است.